# NGC 681
NGC 681 este o intermediate spiral galaxy⁠(d) situată în constelația Balena. A fost descoperită în 28 noiembrie 1785 de către William Herschel. Se află la o distanță de 47,3 de megaparseci de Pământ.